# Подол (Кичменгское сельское поселение)
Подол — деревня в Кичменгско-Городецком районе Вологодской области.
Входит в состав Кичменгского сельского поселения, с точки зрения административно-территориального деления — в Шонгский сельсовет.
Расстояние до районного центра Кичменгского Городка по автодороге составляет 16 км. Ближайшие населённые пункты — Березовая Гора, Голузино, Котельново, Гриденская.
Население по данным переписи 2002 года — 33 человека (15 мужчин, 18 женщин). Всё население — русские.